# Белоух китайски славей
Белоухите китайски славеи (Leiothrix argentauris) са вид птици от семейство Коприварчеви (Sylviidae).
Разпространени са в Югоизточна Азия. Хранят се главно с насекоми и техните ларви, както и с плодове и в по-малка степен със семена.
Таксонът е описан за пръв път от Брайън Хютън Ходжсън през 1837 година.